# Vadim Ayúpov
Vadim Ramílievich Ayúpov –en ruso, Вадим Рамильевич Аюпов– (Ufá, 13 de octubre de 1974) es un deportista ruso que compitió en esgrima, especialista en la modalidad de florete. Ganó una medalla de bronce en el Campeonato Europeo de Esgrima de 2003, en la prueba por equipos.

## Palmarés internacional
| Campeonato Europeo | Campeonato Europeo | Campeonato Europeo | Campeonato Europeo  |
| Año                | Lugar              | Medalla            | Prueba              |
| ------------------ | ------------------ | ------------------ | ------------------- |
| 2003               | Bourges (Francia)  | Medalla de bronce  | Florete por equipos |